# Centropyge resplendens
Centropyge resplendens е вид бодлоперка от семейство Pomacanthidae. Видът не е застрашен от изчезване.

## Разпространение
Разпространен е в Асенсион и Тристан да Куня и Остров Света Елена.